# Madame Duplessy
Pour les articles homonymes, voir Duplessy.
Jeanne Françoise Marie Chazot (aussi appelée Madame Duplessy ou Duplessis ou Chazot Duplessy), née en 1702 et morte le 13 novembre 1782 à Bordeaux, est une salonnière et femme de lettres française, connue pour le salon qu'elle anima à Bordeaux entre 1736 et 1768.

## Biographie
Elle naît en 1702 à Bordeaux. Fille de Claude Chazot, écuyer sieur d’Albazy gentilhomme de la vénerie du roi et receveur général des fermes de la province de Guyenne et d'Elisabeth François, elle se marie le 6 juin 1724 dans l'église Saint-Rémy de Bordeaux avec Claude François Duplessy-Michel, conseiller au Parlement de Bordeaux et petit-fils de l'architecte et urbaniste Pierre Duplessy-Michel. 
Devenue veuve prématurément en 1736, elle commence à recevoir dans son hôtel particulier, édifié par l'aïeul de son mari. Celui-ci est situé dans le quartier de Saint-Seurin à côté du Jardin public (dans l'actuelle rue Duplessy), avec lequel il communique au moyen d'une grille. Elle y reçoit des personnalités politiques, des avocats, des artistes, des érudits, parmi lesquels des membres du parlement comme Jean-Jacques Bel, Antoine de Gascq, Jean Barbot, mais aussi le comte de Marcellus, Madame d'Egmont et Anne-Charlotte de Crussol, duchesse d'Aiguillon.  
Elle est au cœur de la vie littéraire de l'époque, entretenant un lien étroit avec de nombreux écrivains. Elle retranscrit deux poèmes inédits de Claude-Carloman Rulhière, qui seront publiés après sa mort. Montesquieu est également un habitué de son salon, qu'il mentionne plusieurs fois dans sa correspondance : « Mandez-moi à l'oreille si je pourrois vous envoyer un Temple de Gnide (...) pour en faire un hommage à Mme Duplessy » (3 septembre 1742, à Jean Barbot) et « Faites je vous prie, ma cour à Mme Duplessy » (22 juillet 1749, à l'abbé Venuti). Madame Duplessy devient membre de la très mondaine Académie des Arcades, fondée à Rome, sous le nom de Bérénice Argolidea, grâce à son ami le peintre Joseph Vernet. 

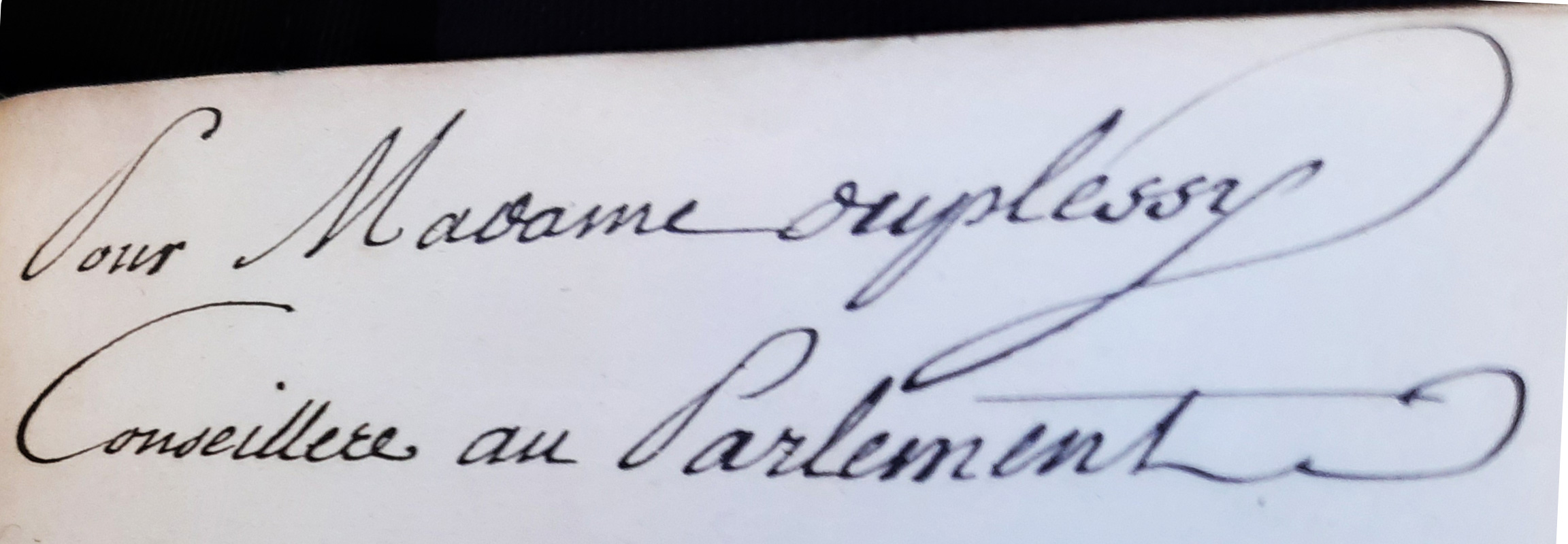
Dédicace de Montesquieu à Madame Duplessy sur "Le Temple de Gnide"

Il est dit que son hôtel n'a rien à envier aux plus beaux salons parisiens. La salonnière y donne des réceptions fréquentes et possède une bibliothèque considérable, héritée de son mari qui possédait la bibliothèque du président de Pontac, ainsi qu'un cabinet de curiosités qui est le plus grand de Bordeaux et l'un des plus beaux d'Europe : « Deux vastes pièces, ordonnées avec méthode, sont affectées aux collections. La première, garnie d'armoires, de tablettes, de vitrines (...) la seconde rappelle les boutiques d'antiquaires, telles que certains romans se plaisent à les dépeindre, avec un appareil de réchauds, de cornues, d'instruments mystérieux, et toute une série d'animaux suspendus aux solives » Le contenu du cabinet est décrit en détails dans l'ouvrage L'histoire naturelle éclaircie du naturaliste Dezalliers d'Argenville, qui en fait son éloge. On trouve également dans le salon des toiles de Téniers, Berghem ou encore de Wouvermans. 
Contrainte financièrement de vendre l'hôtel en 1769, elle finit sa vie dans un appartement rue Cahernan et se consacre dès lors à une correspondance abondante (789 lettres) avec sa fille aînée, Elisabeth de Cursol, qui après avoir animé le salon avec elle, s'est retirée dans le domaine de Fonchereau dans l'Entre-Deux-Mers. Ces lettres constituent un témoignage important sur la société bordelaise de l'époque. Elisabeth était mariée à Méric de Cursol, arrière-neveu de Michel de Montaigne. Tout en écrivant ces lettres, Madame Duplessy continue de fréquenter la société mondaine de l'époque. Elle rencontre ainsi le futur Louis XVIII.
Madame Duplessy est inhumée à l'église de Saint-Projet dans laquelle la famille de son mari possède un caveau. 
Son fils aîné, François Sabin Duplessy, sera botaniste et secrétaire perpétuel de la Société académique des sciences de Paris en 1800.